# Авторское право в Монголии
Авторское право в Монголии регулируется законом "Об авторском праве и смежных правах" от 1 сентября 1993 года № MN032. В нём содержатся сведения об интеллектуальной собственности, авторском праве и смежных правах на территории Монголии.

## История
Первоначальные законы, защищающие авторские права в Монголии, появились около в 30 годах прошлого века. В 1952 году, первые в гражданском кодексе МНР появилась глава, содержащая постановления об авторском праве. Она содержала 20 статей. В 1956 году Совет Министров Монгольской Народной Республики постановил издать указ №304 «Об оплате труда авторов». В Гражданском Кодексе МНР 1963 года, одна глава содержала сведения об авторских правах. В 1987 году председатели Президиума Великого Народного Хурала внесли изменения в Гражданский Кодекс, в том числе, относящиеся к авторскому праву.
13 января 1992 года была принята новая Конституция Монголии. Вторая глава новой Конституции включала законы о научной и интеллектуальной собственности, исторических памятниках Монголии, находящихся под охраной государства. Далее шла информация о интеллектуальной ценности каждого гражданина Монголии.

## Поправки
У принятого закона MN003 от 22 июня 1993 года существует ряд поправок:
- MN014 — от 21 мая 1999 года.[3]
- MN032 — от 19 января 2006 года.[4]